# Namwala
Namwala è un centro abitato dello Zambia, situato nella Provincia Meridionale e in particolare nel Distretto di Namwala.